# Selim Akl
Selim G. Akl (Ph.D., McGill University, 1978) é professor da Queen's University na Queen's School of Computing, onde lidera o Parallel and Unconventional Computation Group. Os seus interesses de pesquisa são principalmente na área de projeto e análise de algoritmos, em particular para problemas em computação paralela e computação não convencional.